# 이리야마베촌
이리야마베촌(入山辺村)은 나가노현 히가시치쿠마군에 존재했던 촌이다.  (1875년 10월 25일 - ).
1954년 8월 1일, 쇼와 대합병에 의해 마쓰모토시에 편입되었다. 

## 역사
- 1889년 4월 1일 - 정촌제 시행에 의해 히가시치쿠마군 이리야마베촌이 단독으로 자치체를 형성하였다.
- 1954년 8월 1일 - 마쓰모토시에 편입되어 동일 이리야마베촌은 폐지되었다.